# ساموآ
ایالت مستقل ساموآ (به انگلیسی: Independent State of Samoa) که معمولاً با نام ساموآ (به انگلیسی: Samoa) شناخته می‌شود و تا ۱۹۹۷ میلادی ساموآی غربی (به انگلیسی: Western Samoa) نامیده می‌شد، کشوری است واقع در قارهٔ اقیانوسیه، اقیانوس آرام جنوبی، شمال تونگا و شرق والیس و فوتونا. پایتخت ساموآ آپیا است.
این جزیره همچون هاوایی در یک نقطه دور افتاده از اقیانوس آرام واقع شده‌است و یک جزیره گردشگری به‌شمار می‌آید.

## تاریخ
نام قدیم این منطقه برای نخستین بار توسط یک فرد هلندی در سال ۱۷۲۲ کشف شد و نام قدیم این منطقه ساموآن بوده‌است. نیوزیلند در زمان جنگ جهانی اول و در سال ۱۹۱۴، ساموآ را ضمیمهٔ خود کرد و تا سال ۱۹۶۲ این کشور را اداره می‌کرد. ساموآ در ۱ ژانویهٔ ۱۹۶۲ از نیوزیلند اعلام استقلال کرد. ساموای باختری یکی از کشورهای همسود و بخشی از مجمع الجزایر ساموا استند.

## سیاست
پس از استقلال در سال ۱۹۶۲، مالیتوآ تانومافیلی دوم با عنوان پادشاه بر تخت سلطنت تکیه زد و از آن پس تاکنون ساموآ توسط نظام پادشاهی اداره شده‌است. پادشاه ساموآ در سال‌های ۱۹۶۲ تا ۲۰۰۷، نخستین پادشاهی بود که در دوران سلطنتش آئین بهائی را پذیرفت. وی در جمعه ۱۱ مه ۲۰۰۷ در بیمارستان ملی توپوآ تاماسیسی میااوله در پایتخت ساموآ، آپیا، درگذشت.
توفیلائو اتی آله سانا از حزب حراست حقوق بشر در سال ۱۹۸۸ نخست‌وزیر ساموآ شد، در سال ۱۹۹۸ نیز توئیلا سایلله مالیه لگویی به سمت نخست‌وزیر و مأمور تشکیل دولت منصوب شد.

## جغرافیا
این کشور شامل دو جزیرهٔ آتشفشانی -ساوایی و اپولو- و چند جزیرهٔ کوچک‌تر است. پایتخت این کشور شهر آپیا با ۵۸٬۸۰۰ نفر جمعیت می‌باشد. مساحت ساموآ ۲، ۸۳۱کیلومتر مربع و جمعیت آن ۱۹۸٬۰۰۰ نفر است. از شهرهای مهم ساموآ می‌توان به، وایتله ۵۲۰۰ نفر، فاله آسیو ۳۲۰۰ نفر، وایله ۳ هزار نفر و له آئووآ ۲۸۰۰ نفر اشاره کرد. بزرگ‌ترین و مهم‌ترین جزایر کشور ساموآ، آپولو (Upolu) و ساوای (Sava'I) نام دارند.

## تقسیمات کشوری
ساموآ شامل ۱۱ ایالت می‌باشد:
1. توآماساگا (Tuamasaga)
2. آنا (A'ana)
3. آیگا ایله تای (Aiga-i-leTai)
4. آتوا (Atua)
5. واآئو فونوتی (Va'a-o-Fonoti)
6. فاآساله له آگا (Fa'asaleleaga)
7. گاگا امائوگا (Gaga'emauga)
8. گاگاایفومائوگا (Gagaifomauga)
9. وایسیگانو (Vaisigano)
10. ساتوپاایتا (Satupa'itea)
11. پالایولی (Palauli)

## اقتصاد
واحد پول ساموآ، تالا با واحد جزء (سنه) نام دارد. صادرات ساموآ را کاکائو، موز، نارگیل، گوش فیل (گیاه) و سیب زمینی هندی تشکیل می‌دهند. توریسم نیز از جمله صنایع مهم ساموآ است.

## مردم
۹۲٪ نژاد ساموآ را ساموآیی، ۷٪ را ارونزیایی و ۱٪ را را نیز اروپاییان تشکیل می‌دهند، همچنین دین ۷۴٪ مردم ساموآ پروتستان و ۲۱٪ کاتولیک است. زبان‌های رسمی ساموآ، انگلیسی و ساموآیی است.

## ورزش
ورزش اصلی آن راگبی است.